# Ectinohoplia auriventris
Ectinohoplia auriventris är en skalbaggsart som beskrevs av Moser 1915. Ectinohoplia auriventris ingår i släktet Ectinohoplia och familjen Melolonthidae. Inga underarter finns listade i Catalogue of Life.